# Kim Phượng, Ngân Xuyên
Kim Phượng (tiếng Trung: 金凤区, Hán Việt: Kim Phượng khu) là một quận thuộc địa cấp thị Ngân Xuyên, Khu tự trị dân tộc Hồi Ninh Hạ, Cộng hòa Nhân dân Trung Hoa. Kim Phượng có diện tích 290 km2, dân số 130.000 người. Mã số bưu chính của Kim Phượng là 750011。